# Caccia tragica
Caccia tragica és una pel·lícula dramàtica italiana de 1947 dirigida per Giuseppe De Santis i amb actuació principal de Vivi Gioi, Andrea Checchi i Carla Del Poggio. Va formar part de l'ona cinematogràfica de postguerra del neorealisme italià. Va ser un de les dues produccions del moviment ANPI al costat de Il sole sorge ancora de l'any anterior. Michelangelo Antonioni i Carlo Lizzani van escriure el guió.

## Sinopsi
Després de la Segona Guerra Mundial, en Emília-Romanya, una cooperativa ha estat fundada per pagesos. La guerra ha destruït el país. Un grup de bandits, amb l'ex col·laboradora nazi Daniela, coneguda com 'Lili Marlene' (Vivi Gioi), sosté el camió on viatja els diners de la cooperativa. Tots els pagesos busquen als lladres en una tràgica cacera.

## Repartiment
- Vivi Gioi: Daniela ('Lili Marlene').
- Andrea Checchi: Alberto.
- Carla Del Poggio: Giovanna.
- Massimo Girotti: Michele.
- Vittorio Duse: Giuseppe.
- Checco Rissone: Mimì.
- Umberto Sacripante: el hombre cojo.
- Folco Lulli: el granjero.
- Michele Riccardini: el maresciallo.
- Eugenia Grandi: Sultana.
- Piero Lulli: el conductor.
- Ermanno Randi: Andrea.
- Enrico Tacchetti: el contable.
- Carlo Lizzani: el viejo del discurso.

## Premis i distincions
Festival Internacional de Cinema de Venècia
| Any  | Categoria          | Guardonat          | Resultat  |
| ---- | ------------------ | ------------------ | --------- |
| 1947 | Millor film italià | Giuseppe De Santis | Guanyador |

Nastro d'Argento
| Any  | Categoria         | Guardonat          | Resultat  |
| ---- | ----------------- | ------------------ | --------- |
| 1947 | Millor pel·lícula | Giuseppe De Santis | Guanyador |